# Rożki-Kolonia
Rożki-Kolonia  ist ein Dorf in Polen mit einem Schulzenamt und rund 300 Einwohnern. Der Ort gehört zur Gemeinde Żółkiewka und liegt im Landkreis Krasnostawski in der polnischen Woiwodschaft Lublin. Von 1975 bis 1998 gehörten das Dorf und die dazugehörige Gemeinde zur ehemaligen Woiwodschaft Zamość.

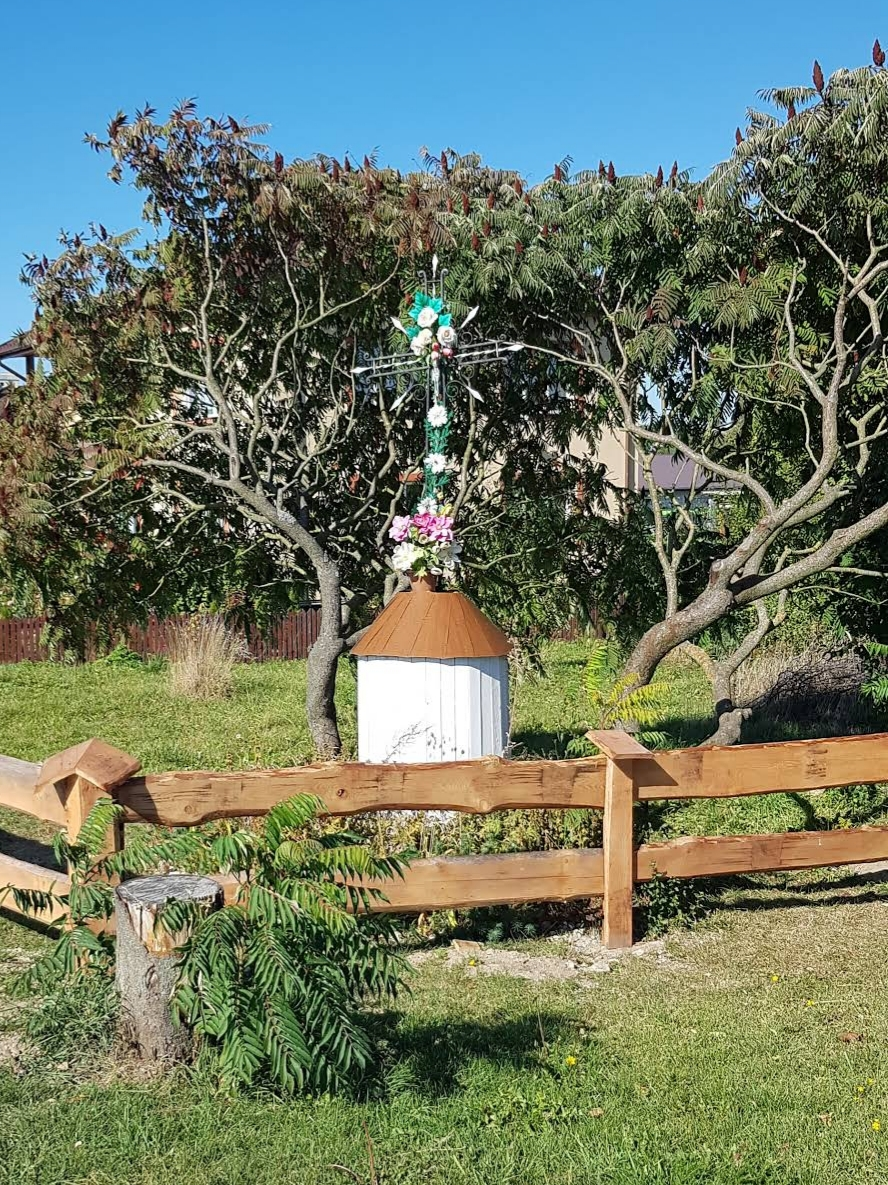
Dorfkreuz von Rożki-Kolonia, typisch für die Region